# Eric Carmen
Eric Carmen   (Cleveland, 11 d'agost de 1949 - Paradise Valley, 10 de març de 2024) va ser un cantant, compositor, guitarrista i teclista estatunidenc. Va tenir nombroses cançons d'èxit durant els anys 1970 i 1980, primer com a membre de Raspberries (amb el senzill «Go All the Way»), i després amb la seva carrera en solitari, incloent èxits com «All by Myself», «Never Gonna Fall in Love Again», «She Did It», «Hungry Eyes» i «Make Me Lose Control».

## Biografia
D'una família d’immigrants jueus russos, Carmen va néixer a Cleveland i va créixer a Lyndhurst. Va estar relacionat amb la música des de la primera infància. Als dos anys, entretenia els seus pares amb imitacions de Jimmy Durante i Johnnie Ray. Als tres anys, formava part del programa rítmica Dalcroze al Cleveland Institute of Music. Als sis anys, va prendre classes de violí de Muriel Carmen (la seva tia), violinista de l'Orquestra de Cleveland. Als 11 anys, tocava el piano i somiava amb escriure les seves pròpies cançons. L’arribada de The Beatles i de The Rolling Stones va alterar lleugerament el seu somni. Quan era a segon de batxillerat a l'escola secundària Charles F. Brush, Carmen tocava el piano i cantava en grups de rock and roll.
Tot i que va formar-se clàssicament en piano, Carmen es va convertir en guitarrista autodidacta. Als 15 anys va començar les classes de guitarra, però quan el plantejament del seu professor no encaixava amb el que volia, va decidir ensenyar-se a si mateix. Va comprar un llibre d’acords de The Beatles i va estudiar guitarra durant els següents quatre mesos.
Carmen es va posar de debò en ser músic mentre assistia a la Universitat John Carroll. Es va unir a una banda anomenada Cyrus Erie, que va gravar diversos senzills sense èxit per a Epic Records. El guitarrista de Cyrus Erie, Wally Bryson, havia estat tocant amb els amics Jim Bonfanti i Dave Smalley en un dels grups més populars de Cleveland, The Choir, que va obtenir un èxit nacional menor el 1967 amb el senzill «It's Cold Outside».
Quan Cyrus Erie i The Choir es van esfondrar a finals dels anys 1960, Carmen, Bryson, Bonfanti i Smalley es van unir per a formar Raspberries, un grup de rock and roll que es trobava entre els principals exponents de l'estil power-pop dels primers anys 1970. Carmen va ser la cantant del grup i va escriure o coescriure totes les seves cançons d’èxit. El 1975, després de la ruptura de Raspberries, va començar la seva carrera en solitari, desmuntant els elements del rock més dur en favor del rock suau i les balades.
El 2004, Carmen, juntament amb els membres originals de Raspberries, Jim Bonfanti, Wally Bryson i Dave Smalley, van tornar a formar el grup per a una sèrie d'actuacions en directe a ciutats dels Estats Units. En aquesta gira, Raspberries van gravar un àlbum en directe dels seus èxits a The House of Blues a Sunset Strip, a Hollywood. L'àlbum va rebre elogis de la crítica. El mateix Carmen va afirmar que tenia previst escriure noves cançons de tall més dur per a que el grup les interpretés en la mateixa línia que les que van fer Raspberries als anys 1970.

## Carrera en solitari
Els seus primers dos senzills en solitari van ser èxits el 1976. Tots dos van ser construïts al voltant de temes de Sergei Rachmaninoff. El primer d'aquests senzills, «All by Myself», basat en el Concert per a piano núm. 2 de Rachmaninoff, va arribar al número 2 als Estats Units i al número 12 al Regne Unit, on va ser el seu únic èxit. Va vendre més d’un milió de còpies i va ser guardonat amb un disc d’or per la Recording Industry Association of America l'abril de 1976. El senzill de seguiment, «Never Gonna Fall in Love Again», basat en el tema principal del lent moviment de la Simfonia núm. 2 de Rachmaninoff, va arribar al número 11 del Billboard Hot 100 i va arribar al número u de la llista dels EUA., així com al número nou de Cashbox. Al Regne Unit, Dana la va portar al número 31. Aquestes cançons apareixen al seu àlbum de debut homònim de 1975, juntament amb «That's Rock and Roll», un senzill que va arribar al número 3 del cantant Shaun Cassidy. L'àlbum va aconseguir el número 21 de la llista de discos de Billboard i va obtenir la certificació d'Or el 1977 per vendes de més de 500.000 còpies.
El segon disc de Carmen, Boats Against the Current, es va publicar l'estiu de 1977 i va rebre crítiques diverses. Va comptar amb veus secundàries com Burton Cummings, Andrew Gold, Bruce Johnston i Nigel Olsson. L'àlbum va passar 13 setmanes a la llista d'àlbums Billboard, arribant al número 45. També va produir el senzill Top 20 «She Did It», però la pista del títol només va aconseguir rascar la part inferior de la llista. La cançó principal va ser posteriorment coberta per Olivia Newton-John al seu àlbum Totally Hot. Un tercer senzill extret de l'àlbum, «Marathon Man», es va convertir en el seu primer senzill en solitari que no va arribar a la llista Billboard Hot 100. No obstant això, Shaun Cassidy va tornar a aconseguir el Top 10 el 1978 amb «Hey Deanie» de Carmen. Durant diverses setmanes, a la tardor de 1977, Carmen va comptar amb tres composicions al mateix temps al Billboard Hot 100, els dos grans èxits de Cassidy i el propi «She Did It» de Carmen.
Carmen va seguir amb dos discos més. Tot i no aconseguir entrar a les llistes, el senzill «Change of Heart» sí que va entrar al Pop Top 20 i va arribar al número 6 a AC a finals de 1978, amb aquest èxit també versionat per Samantha Sang en el seu LP Emotion. Però el 1980, després del llançament de l'àlbum Tonight You're Mine i del senzill «It Hurts Too Much» (número 75 del Billboard Top 100; número 3 de Sud-àfrica, juny de 1980) es va retirar temporalment de la indústria musical.
Quatre anys més tard, després que Mike Reno i Ann Wilson encapçalessin les llistes (Pop número 7; Adult Contemporary número u) amb la balada escrita per Carmen «Almost Paradise» (el tema romàntic de la pel·lícula Footloose), Carmen va ressorgir a Geffen Records el 1985 amb un segon àlbum homònim i un gran èxit de retorn «I Wanna Hear It from Your Lips». El senzill va arribar al Top 10 contemporani per a adults i al Pop Top 40. El següent senzill, «I'm Through with Love», també va pujar al Billboard Hot 100 i va assolir el Top 20 de la llista de Contemporanis per a adults. Un altre tema de l'àlbum, «Maybe My Baby», més tard es va convertir en un èxit country per Louise Mandrell. «I Wanna Hear It from Your Lips» també va ser un èxit country per a Louise Mandrell.
El 1987, la contribució de Carmen a la reeixida pel·lícula Dirty Dancing, «Hungry Eyes», va arribar al número 2 de la llista contemporània per a adults i també el va retornar al Top 10 Pop. «Reason To Try», una contribució més a One Moment in Time un àlbum recopilatori de cançons enregistrades per als Jocs Olímpics d'Estiu de Seül, va mantenir el perfil alt de Carmen el 1988, durant el qual el nostàlgic «Make Me Lose Control» també el va retornar a la posició número u de la llista de Contemporanis per a adults, on va romandre durant tres setmanes seguides així com el número 3 del Billboard Hot 100. Aquesta es va convertir en la seva cançó amb més classificació des de «All By Myself». Tots dos, juntament amb «Hungry Eyes», s'han convertit en les últimes dues dècades en els clàssics favorits de la ràdio pop.
L’any 2000 es va publicar I Was Born to Love You, que es va publicar el 1998 només al Japó com Winter Dreams. Carmen va defugir l'ús d'una banda a la gravació, tocant la majoria dels instruments i programant ell mateix les parts de la bateria. L’àlbum no va trobar un públic nombrós, però Carmen ha continuat tenint èxit posant cançons amb altres artistes al llarg dels anys. El 2000 també va fer una gira per primera vegada en anys amb Ringo Starr i la seva banda All Starr interpretant «Hungry Eyes», «Go All The Way» i «All By Myself».
El 24 de desembre de 2013 es va publicar el primer nou enregistrament de Carmen en més de 15 anys titulat «Brand New Year». El tema, escrit i gravat el novembre/desembre de 2013 a Ohio i Los Angeles, va ser publicat per Legacy Recordings mitjançant un descàrrega gratuïta com a «regal de Nadal» especial, per anunciar l'arribada al març de 2014 d'una retrospectiva de carrera de 30 pistes titulada The Essential Eric Carmen.
El 25 de juny de 2019, The New York Times Magazine va incloure a Eric Carmen entre els centenars d'artistes el material del qual es va declarar destruït en l'incendi de Universal de 2008. El 2019, Carmen va anunciar el seu suport a Donald Trump a les xarxes socials. Posteriorment va desactivar el seu compte de Twitter el 2021.

## Discografia

### Senzills
- "All by Myself" (1975)
- "Never Gonna Fall in Love Again" (1976)
- "Sunrise" (1976)
- "That's Rock and Roll" (1976)
- "She Did It" (1977)
- "Boats Against the Current" (1977)
- "Marathon Man" (1977)
- "Change of Heart" (1978)
- "Haven't We Come a Long Way" (1978)
- "End of the World" (1978)
- "It Hurts Too Much" (1980)
- "All for Love" (1980)
- "Foolin' Myself" (1980)
- "I Wanna Hear It from Your Lips" (1984)
- "I'm Through with Love" (1984)
- "The Way We Used to Be" (1984)
- "The Rock Stops Here" (1986)
- "Hungry Eyes" (1987)
- "Make Me Lose Control" (1988)
- "Reason to Try" (1989)
- "My Heart Stops" (1991)
- "Brand New Year" (2013)